# Leonid Fëdorovič Toptunov
Leonid Fëdorovič Toptunov (in russo Леонид Фёдорович Топтунов?; in ucraino Леонід Федорович Топтунов?, Leonid Fedorovyč Toptunov; Nikolaevka, 16 agosto 1960 – Mosca, 14 maggio 1986) è stato un ingegnere sovietico di origini ucraine.
Era a capo del controllo del quarto reattore della centrale nucleare di Černobyl' nella notte del disastro di Černobyl', il 26 aprile 1986.

## Biografia

Leonid a Pryp"jat'

Nacque il 16 agosto 1960 nel distretto di Buryn', nella RSS Ucraina. Suo padre era uno scienziato militare che lavorava al cosmodromo di Bajkonur, in Kazakistan, dove Leonid trascorse l'infanzia. 
In seguito all'ordine ricevuto dal padre di trasferirsi a Tallinn per lavoro, l'intera famiglia si trasferì in Estonia. 
Leonid decise di trasferirsi vicino a Mosca e iniziò il suo percorso di studi come ingegnere presso l'Istituto di ingegneria energetica di Mosca. Nel 1983 si laureò in ingegneria delle centrali e impianti nucleari e fu inviato alla centrale nucleare di Černobyl', come stagista.
Nel marzo del 1983 fu assunto come ingegnere per il controllo dei reattori. Divenuto ingegnere anziano all'età di 25 anni Toptunov fu responsabile dell'ingegnere meccanico Oleksij Ananenko. La notte del 26 aprile 1986 Leonid, il collega Aleksandr Akimov e l'ingegnere capo Anatolij Djatlov stavano lavorando nella sala del pannello di controllo del reattore 4. Dopo l'esplosione, continuò a svolgere il suo lavoro per localizzare l'incidente, venendo esposto a una dose di radiazioni ionizzanti di 700 rem. Nonostante le dosi letali di radiazioni, Toptunov e Akimov aprirono manualmente le pompe per fornire acqua per il raffreddamento del reattore, restando ustionati dall'acqua radioattiva. L'acqua ridusse parzialmente la temperatura di un terribile incendio alla stazione. Morì in una clinica radiologica per avvelenamento da radiazioni il 14 maggio 1986 a Mosca e fu sepolto nel cimitero di Mitino.

## Nei media
Leonid fu interpretato dall'attore Volodja Stepanenko nella serie TV Zero Hour del 2004, da Michael Colgan nella produzione della BBC del 2006 Surviving Disaster: Chernobyl Nuclear Disaster e da Robert Emms nella miniserie della HBO del 2019 Chernobyl.
Leonid è il protagonista del romanzo "Un bengala nella notte", pubblicato nel 2020.